# Катакомбе
Катакомбе (касно латински), првобитно назив за локалитет са ранохришћанским гробљем крај данашње цркве Св. Себастијана у Риму.
Данас се пре свега мисли на подземно гробље у којима су сахрањивани стари хришћани, често великих димензија, нарочито у ранохришћанско доба (најпознатије су катакомбе у Риму Себастијанове, Домицилине, Присцилине и др.). Исклесане су у мекој стени на светом подручју које окружује Рим.
Хришћани, којима је вера била забрањена, скривали су се у подземљу римских катакомби, где су спојили своје потребе проповедања нове вере и сахрањивања мртвих у гробнице и светилишта. Кад их је цар Нерон почео прогонити, за молитву су се састајали у гробницама – у то време је сваки грађанин на гробљу био сигуран.
Према римском закону, гробна мјеста су била света (sacrosanct), па су Римљани ретко прогонили хришћане у катакомбама.
Средином 3. века, када се у катакомбама више нису осећали сигурним, људи су зазидали постојеће улазе и направили нове, тајне. Подземни ходници су се пружали километрима – чак се каже да би катакомбе биле дуже од целог Апенинског полуострва кад би се ходници пружали праволинијски.
У доба цара Константина завршава прогон хришћана и катакомбе почињу посећивати хиљаде ходочасника. У 5. веку се улази у катакомбе затрпавају како би се заштитиле од Гота који су у то време освојили и опустошили Рим. Након 8. века катакомбе су се престале користити и заборављене су све до њиховог случајна открића 1578; системски се истражују тек од 19. века.

## Уређење и изглед
Катакомбе су прво биле место за обављање богослужења и чување реликвија мученика. Испочетка су катакомбе имале и надземни део у виду дворишта са тремом, као и собе за заједничку исхрану, али с појачаним прогоном хришћанства у 3. веку катакомбе су остале без надземних делова. Ходници су најчешће дуги три до четири километра, а широки тек толико да се два погребника, која носе мртвачка носила, могу мимоићи. Степенице које воде у ове ходнике понекад су и 12 метара испод земље, а при њиховом дну се ходници рачвају у бројним правцима.
С временом су се прошириле у систем подземних ходника, изграђених у неколико спратова с проширењима (cubicule, cryptae). Оне су се састојале од тесних ходника у чије су се зидове усецале нише, у које су се смештали остаци тела, а затварале се каменим плочама. Неке катакомбе имају два или више нивоа – катакомбе светог Себастијана имају чак четири нивоа. Тела умрлих стављала су се у шупљине у зидовима, које су првобитно биле зазидане циглама или камењем. Како су многе од тих преграда у међувремену попустиле и попуцале, данашњи посетиоци се често морају провлачити између дугих редова костура.
Гробови у катакомбама имају различите облике: ниша у зиду са саркофагом; четвртаста ниша loculi затворена вертикалном плочом; већа надсвођена ниша arcosolia с гробом на дну затвореним хоризонталном плочом; увек са натписом покојника, а често и ранохришћанским симболима (тзв. криптојезик – знаковље разумљиво само поклоницима нове вере).
Скулптуре и слике које су очуване у катакомбама рађене су у манири грчко-римских митова, тако да скоро нема никакве разлике између тзв. поганских и хришћанских дела.
Али поступно се формира властита хришћанска иконографија симбола: круг = небо, крст је основни симбол вере, антички мотив пастира с овцом на рамену постаје симболом „доброг пастира“, риба (на грчком: ΙΧΘΥΣ што је скраћеница за Iesus Hristos Theou Yhios Soter – Исус Христ Син Божји Спаситељ) симбол је Христа, сидра (симбол спаса), палма (симбол мучеништва), голубица као симбол Духа Светога, јелен који пије из кантара (зденца крстионице) као симбол жудње за крштењем које очишћује и др.
Кристов монограм (X и Р, који се читају као ЧИ и РО) стоје као скраћеница за грчки назив за Христа – ΧΡΙΣΤΟΣ.
Катакомбе су осликаване занимљивим фрескама; у почетку једноставним композицијама, после настају бројни циклуси пучких експресивних слика према Старом и Новом завету (Мојсије; Лазарово ускрснуће; Христ међу апостолима; Мајка божја с дететом и др.), сцене из свакодневног живота и портрети покојника.
Стил сликања је сажет, а одликује се брзим цртежом, светлосним ефектима, светлим бојама и плошношћу, односно ограничавањем волумена. Иако је још увек била присутна тенденција сликања портрета и тачног описа ношње, општи утисак је бестелесан.